# Liaison impossible
Liaison impossible (For My Daughter's Honor) est un téléfilm américain réalisé par Alan Metzger et diffusé en 1996.

## Fiche technique
- Titre original : For My Daughter's Honor
- Scénario : Diana Gould
- Durée : 88 min
- Pays :  États-Unis

## Distribution
- Gary Cole : Pete Nash
- Nicholle Tom : Amy Dustin
- Mac Davis : Norm Dustin
- Mary Kay Place : Betty Ann Dustin
- Alyson Hannigan : Kelly
- Sara Rue : Kimberly Jones
- Tom Virtue : Principal Arnet
- Teddi Siddall : Ellie Mills
- W. K. Stratton
- Abraham Alvaraz : Mark Billington
- Cliff Bernis : Tom Fowler
- Pamela Clay : Mère #2
- Jane Leigh Connelly : Cassie Mills
- John H. Evans : L.V. Gaines
- Maggie Fleming : Madame Cameron
- Leanne Harris : Bobbi
- Charles Lucia : Stan Vogler
- Kenneth Magee : Brad Allen
- Ron Melendez : Cory Wilkins
- Sean Murray : Ralph
- Josh Nance : Joueur #2
- Mark Nutter : Mike Markey
- Steve Rankin : Avocat Trenton
- Sheeri Rappaport : Missy Ross
- Jordan Reed : Joueur #1
- Damara Reilly : Lucy Wainswright
- Danny Rimmer : Bobby Lee Nash
- Tiffany Rudolph : Mère #1
- Milt Tarver : Juge